# Paul Cheler
Paul Romano Cheler (n. 28 noiembrie 1928, satul Ripiceni, județul Botoșani – d. 14 octombrie 2005) a fost un general de armată român, care a îndeplinit funcțiile de comandant al Armatei a II-a (1990) și al Armatei a IV-a "Transilvania" (1990-1995).

## Biografie
Paul Romano Cheler s-a născut la data de 28 noiembrie 1928, în satul Ripiceni (județul Botoșani). A urmat cursurile Școlii de Ofițeri de Artilerie (1947-1949), Școlii Superioare de Tancuri și Autotunuri în U.R.S.S. (1950-1951), Cursul de perfecționare de comandanți de regimente (1955) și al Academiei Militare în U.R.S.S. (1957-1959) ca șef de promoție. În anul 1981 a obținut titlul academic de doctor în Științe militare.
După absolvirea Școlii de Ofițeri, în mai 1949 a fost înaintat la gradul de sublocotenent și numit comandant de pluton și apoi de baterie artilerie antiaeriană (1949-1950). În decembrie 1949 primește gradul de locotenent. Revenit din URSS după absolvirea Școlii Superioare de Tancuri și Autotunuri, este înaintat la gradul de locotenent major (1952) și numit comandant de batalion (1952-1953).
În anul 1953, având deja gradul de căpitan, Paul Cheler devine comandant al Regimentului 227 Tancuri și autotunuri independent (1953-1955), aflându-se ulterior la comanda Brigăzii 94 Tancuri (1955-1957), Diviziei 11 Mecanizate (septembrie 1959 - iunie 1960) și Brigăzii 20 Tancuri (iunie 1960 - aprilie 1961). În această perioadă, este avansat la gradele de maior (1954) și locotenent colonel (1956).
Paul Cheler ocupă apoi funcții de conducere în cadrul Armatei a 3-a: șeful Secției Tancuri și Auto (1961-1965) și șeful Secției Operații (1965-1968). Este înaintat la gradele de colonel (1962) și general maior (1967). În iulie 1968, generalul Cheler devine comandant al Diviziei 6 Tancuri.
În momentul în care a avut loc invazia trupelor sovietice în Cehoslovacia, o grupă formată din trei ofițeri români, condusă de general maior Paul Cheler, se afla în această țară de la 20 august 1968, fiind invitați de Ministerul Apărării din R. S. Cehoslovacia să asiste la aplicația tactică a Diviziei 13 tancuri din Mlado. După începerea invaziei, în primele ore ale zilei de 21 august 1968, ofițerii români au fost blocați de militarii sovietici în cazarma unității respective, fiind împiedicați fizic să intre în legătură cu Ambasada României din Praga. Li s-a oferit însă posibilitatea să meargă la Moscova cu un avion militar, dar militarii români au respins această variantă. Beneficiind de sprijinul direct al organelor militare cehoslovace, în ziua de 22 august 1968, delegația de ofițeri români a reușit să ajungă la Ambasada României din Praga și, ulterior, să se înapoieze în țară la 30 august 1968.
Începând din anul 1972 îndeplinește funcții de conducere în cadrul Comandamentului Infanteriei și Tancurilor: locțiitor pentru infanterie și tancuri al comandantului (1972 - august 1984) și înlocuitor al comandantului (mai 1977 - martie 1980). În mai 1977 a fost înaintat la gradul de general-locotenent (cu 2 stele).
Paul Cheler a fost trecut în rezervă în februarie 1985 de către Nicolae Ceaușescu cu gradul de general-locotenent.

## Rechemat în activitate
După Revoluția din decembrie 1989, generalul Paul Cheler a fost rechemat în cadrele active ale armatei printr-un decret din 28 decembrie 1989 semnat de către președintele Consiliului Frontului Salvării Naționale, Ion Iliescu .
În perioada decembrie 1989 - ianuarie 1990 a comandat Divizia 57 Tancuri, iar în perioada 1 - 7 februarie 1990, general-locotenent dr. Paul Cheler a îndeplinit funcția de comandant al Armatei a II-a, cu sediul la Buzău. A fost numit apoi la 7 februarie 1990 în funcția de comandant al Armatei a 4-a "Transilvania", cu sediul la Cluj, funcție pe care a îndeplinit-o între anii 1990–1995.
Paul Cheler a fost înaintat în gradul de general de armată prin Decretul președintelui României nr.196 din 21 octombrie 1994, alături de generalul Vasile Ionel înaintat la același grad prin același decret .
După Revoluția din decembrie 1989, generalul Cheler se remarcase prin relațiile sale apropiate cu primarul municipiului Cluj-Napoca și președintele Partidului Unității Naționale Române, Gheorghe Funar și se auto-intitula comandantul Armatei din Transilvania. El și-a făcut cunoscute vederile sale ultraconservatoare, criticând în interviuri din presă reforma forțelor armate române conform criteriilor NATO, precum și ideea reconcilierii româno-maghiare . Atitudinea sa a devenit deranjantă pentru guvernul român care depunea eforturi în vederea aderării României la blocul militar NATO, astfel că printr-un decret din 20 septembrie 1995, semnat de către președintele Ion Iliescu, generalul Paul Cheler, comandant al Armatei a IV-a "Transilvania", a fost trecut direct în retragere începând cu data de 5 octombrie 1995 .
Generalul Cheler a afirmat că nu a fost anunțat oficial de trecerea sa direct în retragere și că a citit acest decret într-un ziar de mare tiraj . El a reacționat prin organizarea unei conferințe de presă la Cluj-Napoca la 9 octombrie 1995 în care a declarat că se consideră în continuare comandant al Armatei a IV-a până ce ministrul apărării naționale se va deplasa personal la Cluj-Napoca pentru a-l înlocui din funcție . După eliberarea sa din funcție, el a boicotat ceremonia organizată de către președintele Iliescu de la Palatul Cotroceni din București pentru cei 50 de generali care au fost trecuți în rezervă sau în retragere .
În decursul timpului, ca o recunoaștere a calităților deosebite de militar și comandant, generalul Paul Cheler a fost decorat cu nouă ordine și 15 medalii militare și comemorative, românești și ale altor state. De asemenea, a primit titlul de “Cetățean de Onoare al municipiului Botoșani” prin HCL nr. 66 din 11 noiembrie 1994.
Generalul Cheler a încetat din viață la data de 14 octombrie 2005, la vârsta de 77 de ani .

## Distincții
- Ordinul „Steaua Republicii Populare Romîne” clasa a IV-a (10 august 1964) „pentru merite deosebite în opera de construire a socialismului, cu prilejul celei de a XX-a aniversări a eliberării patriei”[14]